# Karl Peglau
 (septembre 2017).
Si vous disposez d'ouvrages ou d'articles de référence ou si vous connaissez des sites web de qualité traitant du thème abordé ici, merci de compléter l'article en donnant les références utiles à sa vérifiabilité et en les liant à la section « Notes et références ».

Ses Ampelmännchen

Karl Peglau (18 mai 1927 - 29 novembre 2009) était un psychologue de la circulation allemand qui a inventé en 1961 les icônes Ampelmännchen utilisés pour les feux piétons en Allemagne de l'Est. L'Ampelmännchen symbolise une personne sur les feux rouges et verts pour piétons. 
Peglau voulait créer un feu qui serait à la fois attrayant pour les enfants, mais facilement accessible et compréhensible pour les Allemands âgés.  Il a délibérément conçu les figures humaines connues sous le nom d'Ampelmännchen pour qu'elles soient à la fois créatives et jolies. 
L'Ampelmännchen, qui était très apprécié dans l'ancienne République démocratique allemande, est l'un des symboles qui « jouissent encore du statut privilégié d'être l'un des rares traits de l'Allemagne de l'Est à avoir survécu à la chute du rideau de fer avec une popularité intacte ».  Les fans de Peglau l'ont utilisé pour symboliser la soi-disant Ostalgie, ou le renouveau de l'esthétique est-allemande comme branchée et chic. 

En 1997, le gouvernement allemand a tenté de remplacer les Ampelmännchen utilisés dans l'ancienne Allemagne de l'Est par la version plus légère et plus générique utilisée dans l'ancienne Allemagne de l'Ouest. Une campagne, appelée Save the Ampelmännchen, a été lancée par des supporters, qui ont réussi à préserver l'Ampelmännchen de Peglau à l'Est. 